# 1998년 한국프로야구 포스트시즌
아토스배 98포스트시즌은 10월 9일부터 10월 30일까지 열렸다. 유일하게 OB 베어스와 해태 타이거즈가 4위가 확실하게 가려지지 않은 상황에서 최종전을 가렸는데 결과는 OB 베어스가 이기고, 해태 타이거즈 입장에서는 최소 비기기만 해도 4위가 유지될 상황을 대패하는 바람에 OB 베어스에게 4위를 내준 채, 1998년 KBO 포스트시즌에 진출하지 못하고 탈락했다. 이후에 경우의 수를 따진 때는 2014년 KBO 포스트시즌을 놓고 LG 트윈스와 SK 와이번스가 4위를 가리지 위해 최종전 경기를 하게 된다.

## 준 플레이오프
LG와 OB가 93년 이후 5년 만에 준PO에서 만났다.

### 1차전
- 10월 9일 - 서울종합운동장 야구장
- 중계: SBS TV

| 팀                                                             | 1 | 2 | 3 | 4 | 5 | 6 | 7 | 8 | 9 | 10 | R | H | E |
| OB 베어스                                                      | 0 | 3 | 0 | 0 | 0 | 3 | 0 | 0 | 1 | 0  | 7 | - | - |
| LG 트윈스                                                      | 2 | 0 | 0 | 1 | 0 | 2 | 0 | 1 | 1 | 1x | 8 | - | - |
| 승리 투수: 앤더슨 패전 투수: 진필중 홈런: LG – 펠릭스(1회 2점) |   |   |   |   |   |   |   |   |   |    |   |   |   |

### 2차전
- 10월 10일 - 서울종합운동장 야구장
- 중계: MBC TV

| 팀                                                             | 1 | 2 | 3 | 4 | 5 | 6 | 7 | 8 | 9 | R  | H | E |
| LG 트윈스                                                      | 0 | 1 | 7 | 3 | 0 | 0 | 0 | 2 | 1 | 14 | - | - |
| OB 베어스                                                      | 0 | 0 | 0 | 0 | 0 | 0 | 2 | 0 | 3 | 5  | - | - |
| 승리 투수: 최향남 패전 투수: 김상진 홈런: LG – 김동수(2회 1점) |   |   |   |   |   |   |   |   |   |    |   |   |

## 플레이오프
LG는 플레이오프에서 삼성과 2년 연속으로 대결했다. 본래는 10월 14일부터 시작될 예정이었으나, 1차전 경기 도중 비로 노게임이 선언되며 하루씩 순연됐는데 삼성은 3명의 포수를 보유했음에도 수비 불안(양용모 정회열), 공격 부진(김영진) 등 여러 가지 이유 뿐 아니라 위압감을 주는 투수가 없었던 데다 또다시 한국시리즈 진출에 실패했고 좌타자 군단 LG를 맞아 좌타자에 강한 좌투수를 적절히 사용하지 못했는데 전년도 플레이오프에서의 부진 탓인지  좌투수 성준을 엔트리에 포함시키지 않아  경기 내내 아쉬움을 남겼다.

### 1차전
- 10월 15일 - 대구시민운동장 야구장
- 중계: MBC TV

| 팀                                                                              | 1 | 2 | 3 | 4 | 5 | 6 | 7 | 8 | 9 | R | H | E |
| LG 트윈스                                                                       | 0 | 1 | 3 | 0 | 0 | 1 | 0 | 0 | 2 | 7 | - | - |
| 삼성 라이온즈                                                                   | 3 | 0 | 0 | 0 | 0 | 0 | 0 | 0 | 0 | 3 | - | - |
| 승리 투수: 최향남 패전 투수: 박충식 홈런: LG – 서용빈(2회 1점), 김동수(9회 2점) |   |   |   |   |   |   |   |   |   |   |   |   |

### 2차전
- 10월 16일 - 대구시민운동장 야구장
- 중계: KBS 2TV

| 팀 | 1 | 2 | 3 | 4 | 5 | 6 | 7 | 8 | 9 | R | H | E |
| LG 트윈스 | 0 | 0 | 1 | 2 | 0 | 0 | 2 | 0 | 1 | 6 | - | - |
| 삼성 라이온즈                                                                                                | 1 | 0 | 0 | 0 | 0 | 3 | 0 | 0 | 0 | 4 | - | - |
| 승리 투수: 전승남 패전 투수: 김진웅 세이브: 앤더슨 홈런: LG – 김재현(7회 2점/9회 1점) 삼성 – 이승엽(6회 1점) |   |   |   |   |   |   |   |   |   |   |   |   |

### 3차전
- 10월 18일 - 서울종합운동장 야구장
- 중계: SBS TV

| 팀                                                             | 1 | 2 | 3 | 4 | 5 | 6 | 7 | 8 | 9 | R  | H | E |
| 삼성 라이온즈                                                  | 0 | 0 | 2 | 1 | 0 | 5 | 2 | 0 | 1 | 11 | - | - |
| LG 트윈스                                                      | 0 | 3 | 0 | 0 | 0 | 0 | 0 | 1 | 1 | 5  | - | - |
| 승리 투수: 베이커 패전 투수: 전승남 홈런: LG – 김재현(9회 1점) |   |   |   |   |   |   |   |   |   |    |   |   |

### 4차전
- 10월 19일 - 서울종합운동장 야구장
- 중계: MBC TV

| 팀                                                                            | 1 | 2 | 3 | 4 | 5 | 6 | 7 | 8 | 9 | R | H | E |
| 삼성 라이온즈                                                                 | 0 | 0 | 1 | 0 | 3 | 0 | 0 | 1 | 0 | 5 | - | - |
| LG 트윈스                                                                     | 1 | 0 | 1 | 0 | 0 | 0 | 4 | 1 | X | 7 | - | - |
| 승리 투수: 차명석 패전 투수: 베이커 세이브: 최창호 홈런: LG – 펠릭스(7회 3점) |   |   |   |   |   |   |   |   |   |   |   |   |

## 한국시리즈
LG는 2년 연속으로 한국시리즈에 진출했지만, 위압감을 주는 투수가 없어 현대 유니콘스에게 2승 4패로 져 2년 연속 준우승에 그쳤다. 한편 현대의 우승은 인천 연고 팀이 17년 만에 차지한 첫 우승이었다.

## 같이 보기
- 1998년 한국프로야구